# Benjamin Dilley
Benjamin Dilley (Lincoln, 18 september 1991) is een Amerikaans wielrenner die tot augustus 2016 reed voor Team Novo Nordisk. Net als de rest van die ploeg leidt hij aan diabetes mellitus.

## Carrière
Toen Dilley veertien jaar was werd hij gediagnosticeerd met suikerziekte. In 2014 tekende hij een profcontract bij Team Novo Nordisk, nadat hij eerder al een seizoen voor de opleidingsploeg reed.

## Ploegen
- 2014 –  Team Novo Nordisk
- 2015 –  Team Novo Nordisk
- 2016 –  Team Novo Nordisk (tot 31-7)

Ambrose · Cherhal · Clancy · Cremers · De Mesmaeker · Dilley · Glasspool · Henttala · de Keijzer · Lefrançois · Lozano · Mejías · Peron · Planet · Raeymaekers · Strobel · Verschoor · Williams · Kamstra (stagiair)
Ambrose · Benhamouda · Cherhal · Clancy · Cremers · De Mesmaeker · Dilley · Glasspool · Henttala · Kamstra · de Keijzer · Lefrançois · Lozano · Mejías · Peron · Planet · Verschoor · Williams · van IJzendoorn (stagiair) · Valognes (stagiair)